# Романо, Висенте

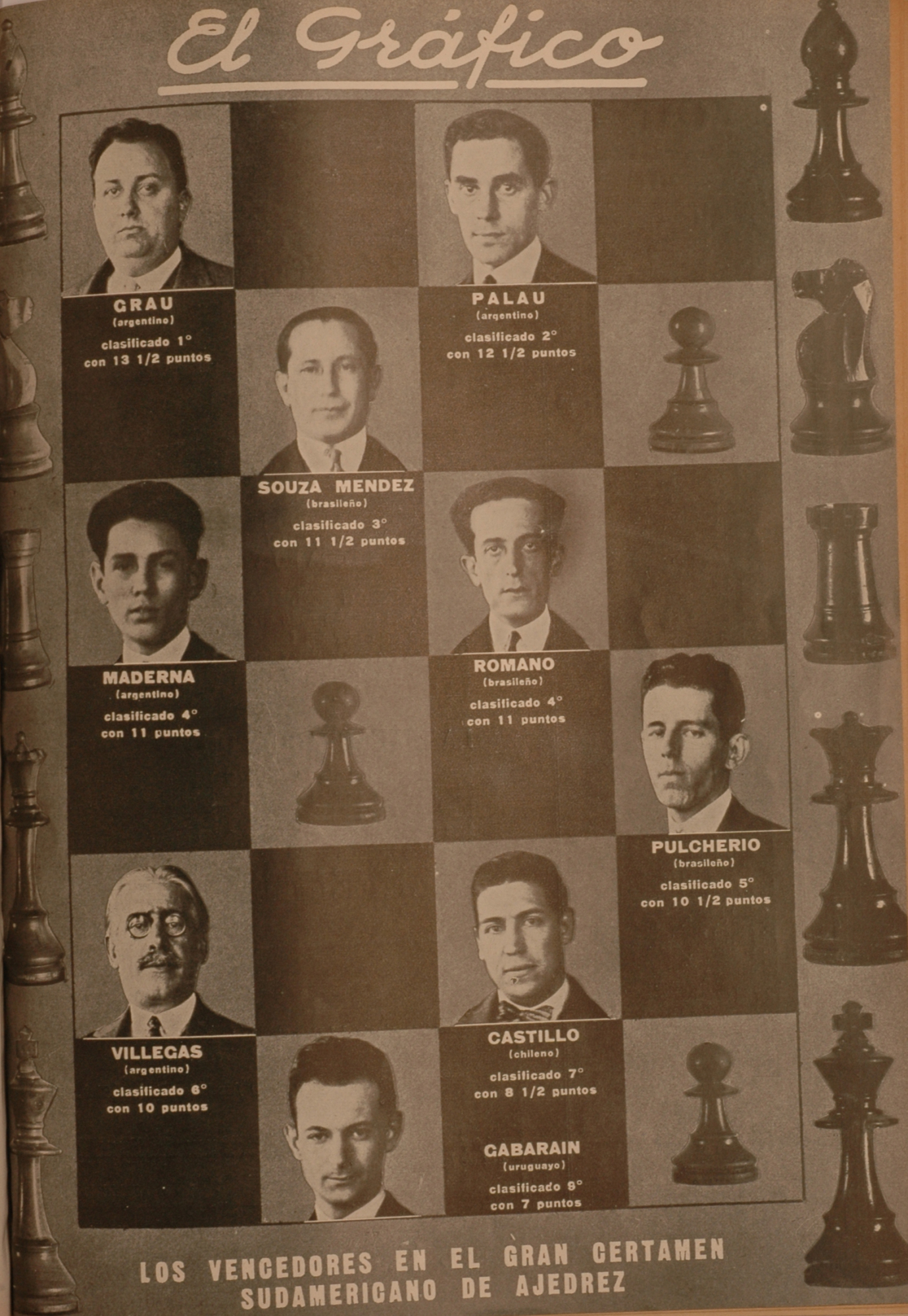
Обложка журнала «El Grafico» с портретами некоторых участников чемпионата Южной Америки 1928 г. Слева направо, верху вниз: Р. Грау, Л. Палау, Ж. де Соуза Мендеш, К. Мадерна, В. Романо, К. Пулшериу, Б. Вильегас, М. Кастильо, Х. Габарайн

Висенте Тулио Романо (порт. Vicente Tulio Romano, 1898—1962) — бразильский шахматист.
Входил в число сильнейших шахматистов Бразилии 1920-х гг.
Вице-чемпион Бразилии 1927 г. (оспаривал вакантный титул в матче с Ж. Соузой Мендешем, но уступил со счетом 1½ : 3½; чемпионат Бразилии проводился впервые).
В 1925 и 1928 гг. участвовал в чемпионатах Южной Америки.
О шахматной деятельности В. Романо после 1928 г. сведений нет.

## Спортивные результаты
| Год  | Город          | Соревнование                                            | + | − | = | Результат | Место |
| ---- | -------------- | ------------------------------------------------------- | - | - | - | --------- | ----- |
| 1925 | Монтевидео     | Чемпионат Южной Америки                                 |   |   |   | [ 1 ]     | [ 2 ] |
| 1927 | Рио-де-Жанейро | Матч с Ж. Соузой Мендешем (на звание чемпиона Бразилии) | 1 | 3 | 1 | 1½ : 3½   |       |
| 1928 | Мар-дель-Плата | Чемпионат Южной Америки                                 | 7 | 1 | 8 | 11 из 16  | 4—5   |